# 参孙喷泉

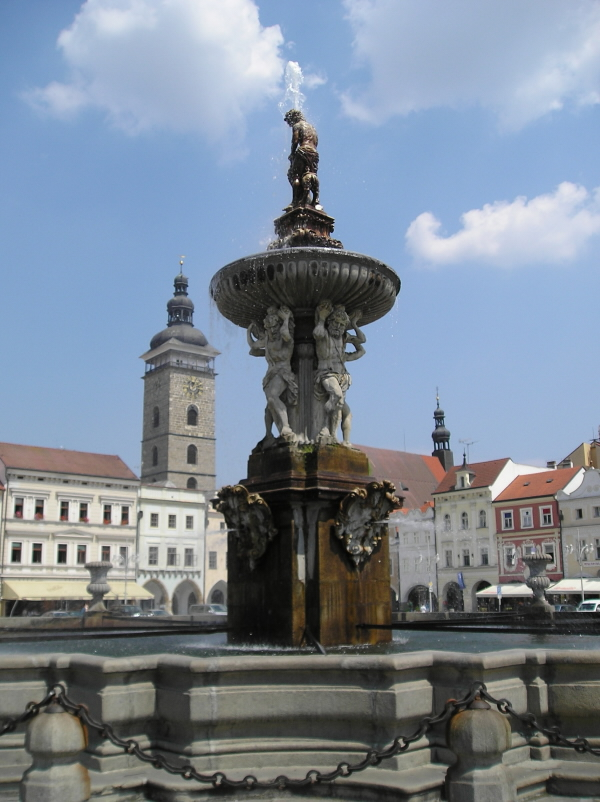
捷克布杰约维采的参孙喷泉，背景是黑塔

参孙喷泉（Samsonova kašna）是捷克共和国城市捷克布杰约维采的一个巴洛克喷泉，位于普热米斯尔·奥托卡二世广场，建于1721年-1727年。它是捷克最大的喷泉之一，也是该市主要的古迹和标志。

## 描述
该喷泉的底座是一个巴洛克式的石盆，八角形，在其中心，从水中脱颖而出一个四棱柱底座，四面有四个滴水嘴兽，上面是阿特拉斯，喷泉顶部是圣经人物参孙和狮子雕塑。  

## 历史
16世纪和17世纪，随着捷克布杰约维采人口不断增长，居民和工商业需要的供水量也按比例增加。1716年，市议会决定在广场中间兴建喷泉，然后将水流向某些街道，同时具备实用以及美化城市的功能。 